# 上海人
上海人的概念存在仅百年左右。由于现代上海地区的三分之二是最近的两千年才逐渐成陆，而其余早先成陆的地区也饱受海侵与洪水，几度荒无人烟，所以如今上海的居民追根溯源，基本上都是不同时期的移民。其中大部分是来自于邻近的江苏、浙江地区。上海地區的方言是上海话，属于江南吴语的一种。

### 政界

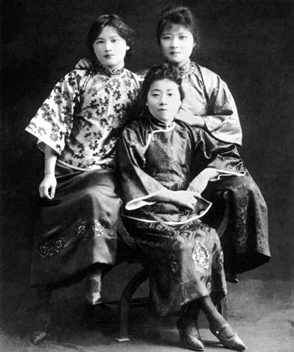
宋氏三姐妹